# Тат твам аси
Тат твам аси (санскрт: तत् त्वम् असि или तत्त्वमसि tat tvam asi - то ти јеси) је једна од „великих изрека“ (маха-вакја) ведантске филозофије, која изражава идентитет индивидуалног бивства (атман) са универзалним битком (браман). 
Изрека потиче из Ћхандгоја-упанишаде (VI, 8—16), где се на различитим примерима из природе (човек, животиња, биљка, минерал) илуструје поука: „Оно што је сићушно језгро, то је својство свега овога. То је бивство то је атман, то си ти, Шветакето“. Шопенхауер назива ову спознају „плодом највише науке и највише људске мудрости“.